# 王玹 (成化丁未進士)
王玹（1462年—？），字廷用，山東濟南府武定州海豐縣人，民籍，明朝政治人物。

## 生平
成化十三年（1477年）丁酉科山東鄉試第三十八名舉人，二十三年（1487年）中式丁未科會試第一百四十五名，三甲第一百六十九名進士。授襄城縣知縣，弘治八年（1495年）升河南道監察御史，十年（1497年）升戶部福建司主事，十八年（1505年）升戶部員外郎。

## 家族
曾祖王朴；祖父王佐，戶部尚書，贈少保；父王豫，訓導。母劉氏（贈安人）。具庆下。